# 1946 في كولومبيا
فيما يلي قوائم الأحداث التي وقعت خلال عام 1946 في كولومبيا.

## سياسة

### تعيين في المنصب
- 7 أغسطس – ماريانو أوسبينا بيريز رئيس كولومبيا.

### انتهاء فترة المنصب
- 7 أغسطس – ألفونسو لوبيز رئيس كولومبيا.

## مواليد

### يناير
- 26 يناير – هيرنان ألفارادو سولانو كهنوت كولومبي.

### يونيو
- 16 يونيو – إيفان مولينا لاعب كرة مضرب كولومبي.

### يوليو
- 30 يوليو – كارلوس جاي مورينو رياضياتي أمريكي.

### أغسطس
- 11 أغسطس – رودريغو لارا

### ديسمبر
- 22 ديسمبر – رودريغو فالديز ملاكم كولومبي.
- 25 ديسمبر – غوستافو غافيريا مهرب مخدرات كولومبي.
- 29 ديسمبر – خوان مانويل روكا شاعر كولومبي.

## وفيات

### ديسمبر
- 29 ديسمبر – خورخي بيري (مواليد 1908) منافِس ألعاب قوى كولومبي.